# Chamarea
Chamarea, biljni rod iz porodice štitarki smješten u tribus Annesorhizeae. Postoji pet priznatih vrsta iz Južnoafričke Republike i Lesota.

## Vrste
1. Chamarea capensis (Thunb.) Eckl. & Zeyh.
2. Chamarea esterhuyseniae B.L.Burtt
3. Chamarea gracillima (H.Wolff) B.L.Burtt
4. Chamarea longipedicellata B.L.Burtt
5. Chamarea snijmaniae B.L.Burtt

## Sionimi
- Schlechterosciadium H.Wolff
- Trachysciadium (DC.) Eckl. & Zeyh.